# Calvi
Calvi este un oraș în Franța, sub-prefectură a departamentului Haute-Corse în regiunea Corsica.